# مارگاریتا مونه
مارگاریتا مونه (ارمنی: Մարգարիտա Մոնե؛ انگلیسی: Margarita Monet؛ ۱۵ فوریهٔ ۱۹۹۰) خواننده سبک‌های راک و هوی متال اهل ارمنستان-ایالات متحده آمریکا است. وی از سال ۲۰۱۱ میلادی تا کنون مشغول به فعالیت می‌باشد. وی بنیانگذار و آوازخوان اصلی گروه موسیقی هارد راک/سمفونیک متال لبه بهشت می‌باشد.

## زندگی‌نامه
وی با نام اصلی مارگاریتا مارتیروسیان (ارمنی: Մարգարիտա Մարտիրոսյան) در ۱۵ فوریهٔ ۱۹۹۰ ‏در ایروان به دنیا آمد و در سنین پایین به مسکو، پایتخت روسیه نقل مکان نمود. وی در سن چهار سالگی درس‌های موسیقایی را شروع کرد و به سرعت مبدل به یک نوازنده پیانو رقابتی و آماده اجرا شد. وی در رقابت‌های متعددی پیانو شرکت و جوایزی را نیز کسب نمود.
در سن ۱۱ سالگی به همراه خانواده به هیوستون، تگزاس نقل مکان نمود وی در رشته تئاتر موزیکال دبیرستان هنرهای نمایشی و تجسمی تحصیل نمود. پس از نقل مکان به نیویورک در مدرسه هنر تیش پذیرفته شد.